# No sé decir adiós
Pour plus de détails, voir Fiche technique et Distribution.
No sé decir adiós est un film espagnol réalisé par Lino Escalera, sorti en 2017.

## Synopsis
Carla retourne dans son village natal alors que son père est très malade, à qui elle n'a pas parlé depuis des années. Contre l'avis de ses proches, elle décide de l'emmener à Barcelone dans l'espoir d'un traitement.

## Fiche technique
- Titre : No sé decir adiós
- Réalisation : Lino Escalera
- Scénario : Pablo Remón et Lino Escalera
- Musique : Pablo Trujillo
- Photographie : Santiago Racaj
- Montage : Miguel Doblado
- Société de production : Canal Sur Televisión, Lolita Films, Mediaevs, Movistar+ et White Leaf Producciones
- Pays :  Espagne
- Genre : Drame
- Durée : 96 minutes
- Dates de sortie : 
  -  Espagne : 19 mai 2017

## Distribution
- Juan Diego : José Luis
- Nathalie Poza : Carla
- Lola Dueñas : Blanca
- Pau Durà : Nacho
- Miki Esparbé : Sergi
- Emilio Palacios : Dani
- Noa Fontanals : Irene
- Marc Martínez : Marcelo
- Oriol Pla : Coco
- Greta Fernández : Gloria
- Jordi Gràcia : Jaime
- Maribel Martínez : Pilar

## Distinctions
Le film a été nommé pour trois prix Goya et a reçu le prix Goya de la meilleure actrice pour Nathalie Poza